# Lista dos presidentes do Centro Acadêmico XI de Agosto

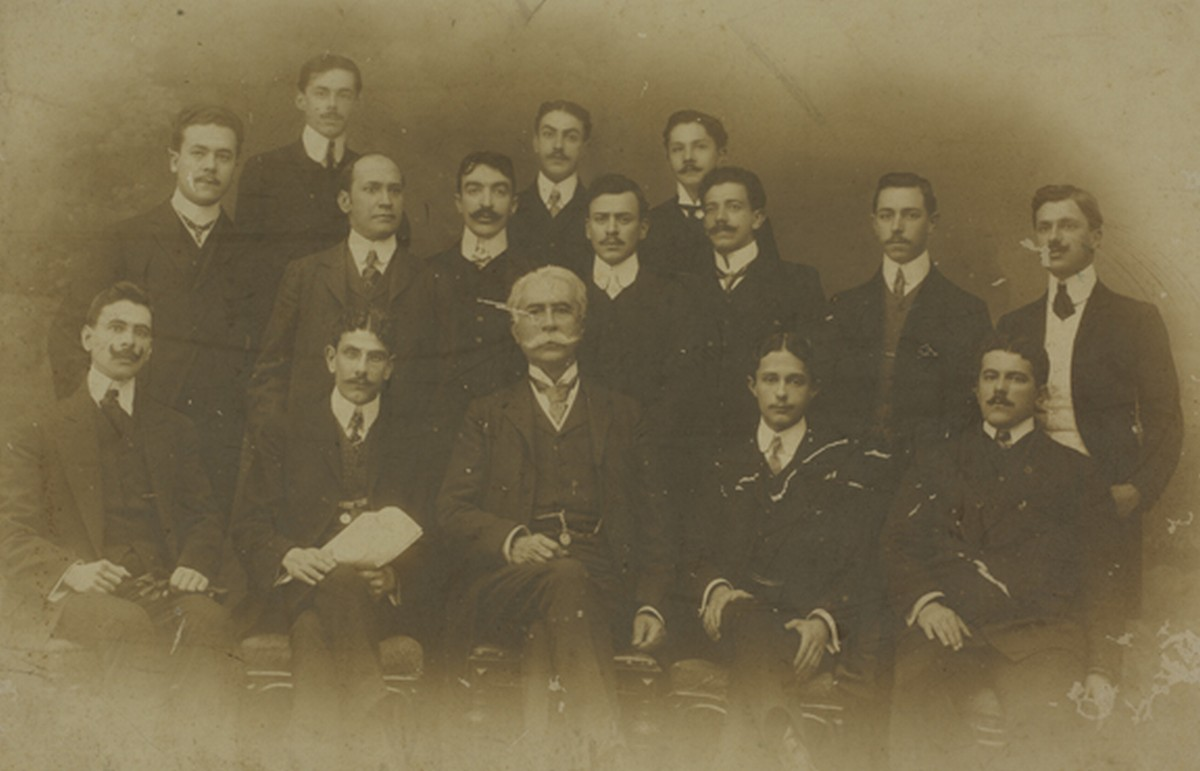
A diretoria de 1906, com Joaquim Nabuco ao centro, entre os alunos.

Esta lista reúne a relação de todos os presidentes que ocuparam a direção do Centro Acadêmico XI de Agosto, entidade estudantil universitária brasileira da cidade de São Paulo, com respectivas correntes políticas e demais observações.
Desde seus primórdios foi um importante ambiente de "aprendizado e formação de carreiras políticas"; dentre seus primeiros presidentes estavam sobrenomes das principais famílias da elite econômica paulista.
A participação dos presidentes em momentos importantes da história do país é registrada como indicativo do pensamento da juventude acadêmica, a exemplo da participação de Marco Aurélio Chagas Martonelli durante o Impeachment de Fernando Collor.
Em 2016 a entidade realizou um ato em favor da presidente Dilma Rousseff, mas logo outro se seguiu, contando com a ex-presidente da entidade, Andrea Mustafa, que deu início às manifestações favoráveis ao impedimento. No ano anterior vários juristas, dentre os quais seis ex-presidentes do Centro Acadêmico, assinaram um "manifesto pela manutenção da legalidade democrática" no país, contra o impeachment.

## Relação de presidentes
Esta a lista dos presidentes, em ordem decrescente dos anos, considerando o grupo ou "partido" ao qual pertencia.
| Ano                | Presidência                                                                                   | Presidência                                | Observações |
| Ano                | Grupo / "Partido"                                                                             | Presidente(a)                              | Observações |
| ------------------ | --------------------------------------------------------------------------------------------- | ------------------------------------------ | --- |
| 2025               | União e Reconstrução (Coletivo União e Reconstrução, UJS e Levante Popular da Juventude)      | Julia Pereira Wong                         | Eleita em novembro de 2024 com 79% dos votos válidos. |
| 2024               | União e Reconstrução (Independentes, Coletivo Construção, Levante Popular da Juventude e UJS) | Mariana Moreira Belussi                    | Eleita em novembro de 2023 com 72% dos votos válidos. |
| 2022 a 2023        | Movimento Travessia (Juntos!, Independentes, Afronte e RUA)                                   | Manuela Morais                             | Eleita em eleições extraordinárias realizadas em julho de 2022, para mandato até dezembro de 2023. Teve papel de destaque no ato de leitura da Carta às Brasileiras e aos Brasileiros (ago.2022). |
| 2022 (fev. a jul.) | Chapa Enfrente (Levante Popular da Juventude, UJS e Independentes)                            | Helena Simões                              | Presidente entre os meses de fevereiro e julho de 2022. |
| 2022               | Chapa Enfrente (Coletivo Contraponto, Levante Popular da Juventude, UJS e Independentes)      | Marco Antônio "Kinho" Paranhos             | Renunciou após dois meses e meio de mandato. Divulgou relatos de abuso sexual dentro do movimento estudantil do PT. O Coletivo Contraponto, com ligações ao PT, passou então por uma votação de exclusão formal da gestão, mas que não foi aprovada em AGE. |
| 2020 e 2021        | Movimento Travessia (Afronte, Juntos!, RUA , UJC e Independentes)                             | Letícia Siqueira das Chagas                | Eleição da primeira mulher negra presidente do XI de Agosto. Abaixo-assinado para que o auditório do 1º andar recebesse o nome de José Rubino de Oliveira, primeiro professor negro da Faculdade. Em virtude da pandemia de COVID-19, teve sua gestão prorrogada em uma Assembleia Geral ("AGE do Adiamento das Eleições") realizada em 2020. Gestão responsável pelo pagamento das dívidas fiscais e trabalhistas do XI de Agosto. |
| 2019               | Chapa Enfrente (Coletivo Contraponto, Levante Popular da Juventude e UJS)                     | Laura Arantes Quintino dos Santos          | Primeira chapa de esquerda a realizar três gestões consecutivas. Saque de aproximadamente 3 milhões de reais do fundo do XI para a reforma da Casa do Estudante |
| 2018               | Chapa Enfrente (Coletivo Contraponto e Levante Popular da Juventude)                          | Luís Fernando Biedermann Gonçalves         | Movimento "Estudantes pela Democracia". Representou a entidade em Ação Declaratória de Constitucionalidade nº 44, junto ao STF. Essa gestão protagonizou um episódio conhecido como "mapeamento", que provocou a reação do MBL e da Federação Israelita do Estado de São Paulo. |
| 2017               | Chapa Enfrente (Coletivo Contraponto e Levante Popular da Juventude)                          | Paula Faria Masulk                         | Reformas financeiras estruturais, como a Reforma do Fundo do XI. |
| 2016               | Movimento Resgate Arcadas                                                                     | Bruna Marques de Miranda                   | Presidência com nome de coordenadora política, demais integrantes da chapa também em coordenações. |
| 2015               | Coletivo Canto Geral                                                                          | Alana de Mendonça Ramos                    | Gestão colegiada, em modelo de "coletivo". |
| 2014               | Coletivo Contraponto                                                                          | Ígor Moreno Ferreira                       | |
| 2013               | Movimento Resgate Arcadas                                                                     | Alexandre Rebelo Ferreira                  | |
| 2012               | Movimento Resgate Arcadas                                                                     | André Correia Tredezini "Dedé"             | |
| 2011               | Fórum da Esquerda                                                                             | Maia Aguilera Franklin de Matos            | |
| 2010               | Movimento Resgate Arcadas                                                                     | Marcelo Chilvarquer                        | |
| 2009               | Movimento Resgate Arcadas                                                                     | Talita Nascimento                          | |
| 2008               | Movimento Resgate Arcadas                                                                     | Paulo Henrique Rodrigues Pereira           | Criação do "Fundo XI". |
| 2007               | Fórum da Esquerda                                                                             | Ricardo Leite Ribeiro "Sapeca"             | |
| 2006               | Movimento Resgate Arcadas                                                                     | Caio Miranda Carneiro "Pixote"             | |
| 2005               | Escória                                                                                       | Fernando Borges Filho "Purunga"            | |
| 2004               | Partido Acadêmico Autônomo                                                                    | Daniel do Amaral Arbix                     | Surgimento da chapa "Resgate Arcadas", que disputou o segundo turno. |
| 2003               | Grupo Ruptura                                                                                 | Ademir Picanço de Figueiredo               | Neste ano a chapa P.O.M.P.E.U disputou, tendo como candidato a presidente Renan Santos. |
| 2002               | Grupo Ruptura                                                                                 | Lívia de Oliveira Sobota                   | |
| 2001               | Partido Acadêmico Autônomo                                                                    | Pedro Vieira Abramovay                     | |
| 2000               | Partido Acadêmico Autônomo                                                                    | Davi de Paiva Costa Tangerino              | |
| 1999               | Grupo Ruptura                                                                                 | Vinícius Marques de Carvalho               | |
| 1998               | Partido Acadêmico Autônomo                                                                    | Andrea Mustafa                             | Andrea foi a primeira mulher a presidir a entidade. |
| 1997               | Partido Acadêmico Autônomo                                                                    | Denis Mizne                                | |
| 1996               | Partido Acadêmico Autônomo                                                                    | Gustavo Ungaro                             | |
| 1995               | Rasgando o Verbo                                                                              | Juliano Basile                             | |
| 1994               | Rasgando o Verbo                                                                              | Fernando Amaral                            | |
| 1993               | Voz e Vez (Amarelos)                                                                          | Fábio Ribeiro dos Santos                   | |
| 1992               | Movimento Acadêmico XI de Agosto (Amarelos)                                                   | Marco Aurélio Chagas Martorelli            | Importante papel para os "caras pintadas" |
| 1991               | Uma Abertura de Espaço (Amarelos)                                                             | Renato Parreira Stetner                    | |
| 1990               | Metábole                                                                                      | Hélio Freitas de Carvalho Silveira         | |
| 1989               | Tradição é Ruptura                                                                            | Dennys Aron Távora Arantes                 | |
| 1988               | Pró Onze d´Agosto (PODA)                                                                      | Victor Carvalho Pinto                      | |
| 1987               | Over Onze                                                                                     | Marcelo Semer                              | |
| 1986               | Feliz por um Triz                                                                             | Paulo Gonçalves da Costa Júnior            | |
| 1985               | The Pravda                                                                                    | Fernando Haddad                            | Tem por slogan "Diretas, direito nosso", dentro dos movimentos pela volta da democracia. |
| 1984               | The Pravda                                                                                    | Eugênio Bucci                              | |
| 1983               | Outras Palavras                                                                               | Adnan Saab                                 | |
| 1982               | Reconstrução                                                                                  | Lauro Celidônio Gomes dos Reis Neto        | |
| 1981               | Oposição                                                                                      | Mario Antonio Mennucci                     | |
| 1980               | Mobilização Democrática                                                                       | José Tadeu Módolo                          | |
| 1979               | Mobilização Democrática                                                                       | Marcos Martins Paulino                     | |
| 1978               | Transformação                                                                                 | Dimas Eduardo Ramalho                      | |
| 1977               | Movimento Oposição                                                                            | Caio Marcelo de Carvalho Giuannini         | |
| 1976               | Movimento Acadêmico Renovador                                                                 | Mário Renato Monterroso Botelho de Miranda | |
| 1975               | Unidade e Participação                                                                        | José Manoel de Aguiar Barros               | |
| 1974               | Unidade e Participação                                                                        | Amadeu Roberto Garrido de Paula            | |
| 1973               | Participação                                                                                  | Luiz Antônio Alves de Souza                | |
| 1972               | Participação                                                                                  | Antônio de Gouveia Júnior                  | |
| 1971               | Atuação                                                                                       | José Roberto Leal de Carvalho              | |
| 1970               | Movimento 23 de Junho Unidade e Ação                                                          | Luiz Eduardo Almeida Curti                 | |
| 1969               | Movimento 23 de Junho União e Dinamismo                                                       | José Roberto Hachich Maluf                 | |
| 1968               | Unidade                                                                                       | Marco Aurélio Ribeiro                      | Após protesto pelo ensino de ciências sociais além das jurídicas, a polícia fecha o Centro e quarenta alunos são presos. |
| 1967               | Unidade                                                                                       | Aloysio Nunes Ferreira Filho               | |
| 1966               | Partido Acadêmico Renovador e Partido Independente                                            | Sérgio Lazzarini                           | Recebeu, com "palavras de carinhoso respeito", o novo diretor Alfredo Buzaid, mais tarde Ministro da Justiça da ditadura. |
| 1965               | Partido Acadêmico Renovador e Partido Independente                                            | Hélio Henrique Pereira Navarro             | |
| 1964               | Unidade                                                                                       | João Miguel                                | |
| 1963               | Partido Acadêmico Renovador                                                                   | Oscarlino Marçal                           | |
| 1962               | Partido Acadêmico Renovador                                                                   | Léo Pastori                                | |
| 1961               | Partido Acadêmico Independente                                                                | Antônio José Luciano Vieira                | |
| 1960               | Partido Acadêmico Independente                                                                | Antônio Carlos Gonçalves Canton            | |
| 1959               | Partido Acadêmico Independente e Partido Acadêmico Libertador                                 | Luiz Carlos Bettiol                        | |
| 1958               | Partido Acadêmico Independente                                                                | Ennio Ennis Minhoto                        | |
| 1957               | Partido Acadêmico Independente                                                                | Guilherme Augusto Lopes                    | |
| 1956               | Partido Acadêmico Libertador                                                                  | Paulo de Azevedo Marques                   | |
| 1955               | Partido Acadêmico Renovador                                                                   | Luiz Carlos Pereira Barretto               | |
| 1954               | Partido Acadêmico Libertador                                                                  | Victor Augusto Fasano                      | |
| 1953               | Partido Acadêmico Renovador                                                                   | Vicente Amaral de Azevedo Sampaio          | |
| 1952               | Partido Acadêmico Renovador                                                                   | Armando Marcondes Machado Junior           | |
| 1951               | Partido Acadêmico Renovador                                                                   | Wilquem Manoel Neves                       | |
| 1950               | Partido Acadêmico Libertador                                                                  | José Albino Pereira                        | |
| 1949               | Partido Acadêmico Libertador                                                                  | José Luiz de Anhaia Mello                  | |
| 1948               | Partido Acadêmico Renovador                                                                   | Rogê Ferreira                              | |
| 1947               | Partido Acadêmico Libertador                                                                  | Ubirajara Keutenedjian                     | |
| 1946               | Partido Acadêmico Libertador                                                                  | Sylvio de Campos Mello Filho               | |
| 1945               | Partido Acadêmico Libertador                                                                  | Ruy Nazareth                               | |
| 1944               | Partido Acadêmico Libertador                                                                  | Haroldo Bueno Magano                       | |
| 1943               | Partido Acadêmico Conservador                                                                 | Hélio Motta                                | |
| 1942               | Partido Acadêmico Conservador                                                                 | Oscar Augusto de Barros Bressane           | |
| 1941               | Partido Acadêmico Libertador                                                                  | Luiz Leite Ribeiro                         | |
| 1940               | Partido Acadêmico Conservador                                                                 | Francisco de Paula Quintanilha Ribeiro     | |
| 1939               | Partido Acadêmico Conservador                                                                 | Trajano Pupo Neto                          | |
| 1938               | Reação Acadêmica                                                                              | Joaquim Augusto Ribeiro do Valle Netto     | |
| 1937               | Partido Acadêmico Conservador                                                                 | Cícero Augusto Vieira                      | |
| 1936               | Partido Progressista Acadêmico                                                                | Roberto Whately                            | |
| 1935               | Partido Progressista Acadêmico                                                                | Fernando de Oliveira Simões                | |
| 1934               | Partido Liberal Acadêmico                                                                     | Paulo Bastos de Cruz                       | |
| 1933               | Partido Liberal Acadêmico                                                                     | Roberto Victos Cordeiro                    | |
| 1932               | Reação Nacionalista                                                                           | Arnaldo Barbosa                            | |
| 1931               | Reação Nacionalista                                                                           | José Domingos Ruiz                         | |
| 1930               | Partido Liberal Acadêmico                                                                     | José Edgard Pereira Barretto               | |
| 1929               | Partido Acadêmico                                                                             | Pedro Antônio de Oliveira Ribeiro Neto     | |
| 1928               | Reação Acadêmica                                                                              | Paulo Teixeira de Camargo                  | |
| 1927               | Reação Acadêmica                                                                              | Joviro Gonçalves Foz                       | |
| 1926               | Reação Acadêmica                                                                              | Affonso Martins Ribeiro                    | |
| 1925               | Partido Acadêmico                                                                             | Odécio Bueno de Camargo                    | Primeira eleição com voto secreto; até então era aberto, como no sistema eleitoral vigente. |
| 1924               | Partido Acadêmico                                                                             | Márcio Tavares Filho                       | |
| 1923               | Partido Acadêmico                                                                             | Aguinaldo de Mello Junqueira               | |
| 1922               | Partido Acadêmico                                                                             | Lúcio Cintra do Prado                      | |
| 1921               |                                                                                               | Rafhael Corrêa de Sampaio Filho            | |
| 1920               |                                                                                               | Alcides de Araújo Sampaio                  | |
| 1919               |                                                                                               | Antônio Carlos de Abreu Sodré              | |
| 1918               |                                                                                               | Idalício de Andrade e Silva                | |
| 1917               |                                                                                               | Antônio Pereira Lima                       | |
| 1916               |                                                                                               | Manuel Lysippo Gonçalves Fraga             | |
| 1915               |                                                                                               | Dulcídio Costa                             | |
| 1914               |                                                                                               | Sílvio Marques                             | |
| 1913               |                                                                                               | Olivério Pilar do Amaral                   | |
| 1912               |                                                                                               | Irineu Forjaz                              | |
| 1911               |                                                                                               | João Otaviano de Lima Pereira              | |
| 1910               |                                                                                               | Alcebíades Delamare Nogueira da Gama       | |
| 1909               |                                                                                               | Nestor Esteves da Natividade               | |
| 1908               |                                                                                               | Eduardo Vergueiro de Lorena                | |
| 1907               |                                                                                               | César Lacerda de Vergueiro                 | |
| 1906               |                                                                                               | Joaquim de Souza Pinheiro                  | |
| 1905               |                                                                                               | José Carlos de Macedo Soares               | Pela primeira vez as mulheres têm direito ao voto. |
| 1904               |                                                                                               | Luiz Pereira de Campos Vergueiro           | |
| 1903               |                                                                                               | Pedro Dória                                | Primeira diretoria, eleita por unanimidade. |